# Ekumamindo
Ekumamindo (ou Ekumamendo, Ekumamiendo) est un village du Cameroun, situé dans la Région du Sud-Ouest, à proximité de la frontière avec le Nigeria. Il est rattaché administrativement à la commune d'Isanguele, dans le département du Ndian.

## Environnement
Le cadre naturel est constitué de forêts de mangrove, de sable, de bras de mer. 

## Population
Lors du recensement de 2005, on y a dénombré 254 personnes.
Selon une étude datée de 2015, la localité comptait 481 habitants. 